# Otger Canals
	Otger Canals Xifró (n. Mollet del Vallès, provincia de Barcelona,  el 20 de mayo de 1986) más conocido como Otger Canals, es entrenador de fútbol español que actualmente dirige al Inter Club d'Escaldes de la Primera División de Andorra.

## Trayectoria
Nacido en Mollet del Vallès, Otger es licenciado en Educación Física por la Universidad de Vic y sería jugador del CE Europa en categoría juvenil. En 2010 se incorpora a la Club de Futbol Mollet Unió Esportiva para ser coordinador de la cantera, en el que trabaja durante cinco temporadas. También sería coordinador en la B-Elite Soccer Academy en la ciudad estadounidense de San Antonio.
En julio de 2015, firmó como segundo entrenador de la UE Engordany de la Primera División de Andorra, en el que trabajó durante dos temporadas.
En la temporada 2017-18, firmó como coordinador de la cantera del EC Granollers.
El 1 de septiembre de 2018, firma como entrenador de la UE Engordany de la Primera División de Andorra, en el que trabaja hasta diciembre de 2018.
El 6 de julio de 2019, firma como director deportivo del Inter Club d'Escaldes de la Primera División de Andorra.
El 23 de febrero de 2021, se hace cargo del primer equipo del Inter Club d'Escaldes de la Primera División de Andorra, al que dirige hasta el final de la temporada.
En la temporada 2021-22, se convierte en segundo entrenador del Inter Club d'Escaldes de la Primera División de Andorra, formando parte del cuerpo técnico de Federico Bessone.
El 30 de abril de 2022, tras la destitución de Federico Bessone, se hace cargo del del Inter Club d'Escaldes, al que dirige durante 20 partidos y con el que lograría el título de la Primera División de Andorra.
Tras comenzar la temporada 2022-23, como segundo entrenador de Juan Velasco, el 20 de octubre de 2022, se hace cargo del primer equipo del Inter Club d'Escaldes hasta el final de la temporada.

## Clubes

### Como entrenador
| Club                                                             | País               | Año       |
| ---------------------------------------------------------------- | ------------------ | --------- |
| Club de Futbol Mollet Unió Esportiva (Coordinador de la cantera) | Bandera de España  | 2010-2015 |
| UE Engordany (2º entrenador)                                     | Bandera de Andorra | 2015-2017 |
| EC Granollers (Coordinador de la cantera)                        | Bandera de España  | 2017-2018 |
| UE Engordany                                                     | Bandera de Andorra | 2018      |
| Inter Club d'Escaldes (Director deportivo)                       | Bandera de Andorra | 2019-2021 |
| Inter Club d'Escaldes (2º entrenador)                            | Bandera de Andorra | 2021-2022 |
| Inter Club d'Escaldes                                            | Bandera de Andorra | 2022      |
| Inter Club d'Escaldes (2º entrenador)                            | Bandera de Andorra | 2022      |
| Inter Club d'Escaldes                                            | Bandera de Andorra | 2022-     |